# Gemeinschaftsschule
Unter einer Gemeinschaftsschule wird nach moderner Lesart ein eher struktureller Zusammenschluss von Schulen verstanden, in dem Kinder und Jugendliche bis zum 10. Schuljahr oder länger gemeinsam unterrichtet werden. Sie ist eine Variante der Gesamtschule und Einheitsschule mit innerer Differenzierung als Alternative zu einem mehrgliedrigen Schulsystem mit äußerer Differenzierung nach Klasse 4 oder 6.
Der Begriff Gemeinschaftsschule steht auch für eine Simultanschule, in der Schüler aller Bekenntnisse gemeinsam lernen und nur im Fach Religion getrennt unterrichtet werden. In diesem ursprünglichen Sinne wird der Begriff auch in den Verfassungen und Schulgesetzen mehrerer deutscher Bundesländer verwendet.

Bildungsgänge im deutschen Bildungssystem (Stand 2007)

## Allgemeines
Gemeinschaftsschule steht für verschiedene Formen längeren gemeinsamen Lernens. Das Grundprinzip ist die flexible Kooperation verschiedener Schularten bis hin zur vollständigen Zusammenführung zu einer Schulart mit dem Ziel einer längeren gemeinsamen Schulzeit (bis zur 8. oder bis zur 10. Klasse). Damit soll eine höhere Durchlässigkeit im Bildungssystem und eine effektivere Integration von Migrantenkindern erreicht werden.
Der Unterschied zur Gesamtschule besteht in der Verbindung mit einer Grundschule sowie darin, dass im Gemeinschaftsschulkonzept die einzelnen Schulen vor Ort sich – abgestimmt auf die jeweilige lokale Situation – schrittweise verändern und selbstbestimmt agieren können. Zudem wird eine äußere Differenzierung in A-, B- oder C-Kurse vermieden und viel mit Methoden des offenen Unterrichts gearbeitet, um die Heterogenität der Schülerschaft zu nutzen. Sie soll damit auch einen gut geeigneten Ort bieten, um die von der UNO in der UN-Konvention über die Rechte von Menschen mit Behinderungen geforderte Inklusion umzusetzen.

## Modelle der Länder

### Baden-Württemberg
In Baden-Württemberg genehmigte die damalige Landesregierung aus Bündnis 90/Die Grünen und SPD nach einem landesweiten Bewerbungsverfahren zum Schuljahr 2012/13 in 42 Städten die ersten Gemeinschaftsschulen (GMS). Zu Beginn des Schuljahrs 2021/22 gab es über 300 öffentliche Gemeinschaftsschulen, acht mit gymnasialer Oberstufe.
Das Konzept sieht unter dem Einschluss inklusiver Beschulung Lernorte vor, deren Entwicklung unter Berücksichtigung der jeweils gebotenen Möglichkeiten die Schulen selbst bestimmen können. Die Gemeinschaftsschule umfasst die Klassen 5–10 (Sekundarstufe I), gegebenenfalls auch 1–4 und 11–13, und ermöglicht somit Hauptschulabschluss, Realschulabschluss sowie Abitur. In der Sekundarstufe I sind Gemeinschaftsschulen Ganztagsschulen. Eine Nichtversetzung (Sitzenbleiben) gibt es nicht mehr. Lehrkräfte aller Schularten werden an der GMS in allen Lerngruppen eingesetzt, also auch Gymnasiallehrer und Sonderpädagogen. Die Lerngruppen sind heterogen zusammengesetzt, sodass Schüler unabhängig vom jeweiligen individuellen Leistungsniveau primär gemeinsam unterrichtet werden.
Die Einführung von Gemeinschaftsschulen wurde in verschiedenen Kommunen ebenso wie auf Landesebene von Eltern, Lehrern und Bildungsforschern kritisiert:
- Die GMS ist eine verbindliche (=zwingende) Ganztagesschule, weil zum einen mehr in der Schule verbrachte Zeit die Unterschiede zwischen den Schülern ausgleichen soll und zum anderen der Unterricht über den ganzen Tag verteilt wird, mit Unterbrechungen für außerschulische Aktivitäten („rhythmisierter Unterricht“), was einer Wahlfreiheit der Ganztagesbetreuung entgegensteht. Eltern, die ihre Kinder gerne am Nachmittag bei sich haben wollen, lehnen dies mitunter ab.
- Die GMS soll die bestehenden statistischen Zusammenhänge zwischen Bildungs- und Einkommenssituation der Eltern oder Kulturkreis einerseits und Schulerfolg der Kinder andererseits verringern. Kritiker weisen darauf hin, dass der Abstand zwischen starken und schwachen Schülern sowie zwischen Kindern mit und ohne Migrationshintergrund in Bundesländern mit stärker (Baden-Württemberg) und schwächer (Nordrhein-Westfalen) gegliederten Schulsystemen ähnlich groß ist.[10] Gleiches gilt für den Vergleich zwischen Deutschland (mit einem eher gegliederten Schulsystem) und dem europäischen Ausland (mit stärkerer Betonung auf gemeinsamem Lernen in den öffentlichen Schulen).
- Durch Abschaffung von Sitzenbleiben und Ziffernnoten sollen bei gleichem Bildungserfolg weniger Ausgrenzung und Kosten entstehen. Kritiker befürchten, dass mangels Noten die Transparenz für Eltern verloren geht, so dass diese korrigierende Maßnahmen nicht rechtzeitig ergreifen, und dass eine Bewertung, die das erzielte Ergebnis nicht in Relation zu einem von außen bestimmten Klassenziel setzt, sondern in Relation zu der durch den Lehrer subjektiv und ungeprüft wahrgenommenen Fähigkeit des Schülers setzt, weniger Aussagekraft hat.[11]
- Die GMS soll die Forderung des Art. 24 der UN-Behindertenrechtskonvention erfüllen. Selbst Befürworter weisen jedoch darauf hin, dass es fraglich ist, ob sie dies erfüllt.[12]
- Die GMS soll schwache Schüler besonders fördern. Kritiker weisen darauf hin, dass schwache Schüler in gegliederten Schulsystemen im innerdeutschen Vergleich besser abschneiden als in weniger gegliederten Schulsystemen. Lernen schwache Schüler in heterogenen Gruppen, können sie durch den Vergleich mit stärkeren Schülern fachlich profitieren, unterliegen aber auch einer erhöhten psychosozialen Belastung.[12]
- Für lernstarke Kinder sind die Befunde gleichfalls unterschiedlich.[12]
- Der Aufwand für den Betrieb einer GMS ist hoch. Aufgrund des Ganztageskonzepts müssen mehr Stunden je Tag abgedeckt werden. Hinzu kommen eine geringere Klassengröße und höhere Sachkostenzuschüsse in GMS.[13]
- Bildungsaffine Schichten könnten aus dem staatlichen Schulmodell auf Privatschulen ausweichen, ähnlich wie in anderen europäischen Ländern bereits geschehen; dies könnte zu einer Spaltung der Gesellschaft beitragen.[14][15]

Gegen die genannten Argumente bestehen unter den Befürwortern erhebliche Vorbehalte.
Unter der Koalition der Grünen mit der CDU seit 2016 hat sich das Schulsystem konsolidiert, die GMS konnte aber nicht das Gymnasium oder die Realschule verdrängen.

### Bayern
Die Gemeinschaftsschule gibt es in Bayern nicht.
In Bayern stellte die SPD-Landtagsfraktion im Mai 2011 ihr Modell für eine Gemeinschaftsschule der Öffentlichkeit vor. Der Gesetzentwurf scheiterte im Landtag.
Das Konzept der SPD lautete:
- Die Gemeinschaftsschule umfasst die Jahrgangsstufen 1 bis 10 im gemeinsamen Unterricht.
- Die selbständigen Grundschulen sollen in das Konzept der Gemeinschaftsschule Zug um Zug integriert werden.
- Sie ist als Ganztagsschule geplant, um ausreichend Zeit für die individuelle Förderung jeden Schülers zu haben.
- Es gibt innerhalb der Schule keine Aufteilung in Haupt- und Realschule sowie Gymnasium, stattdessen wird auf gemeinsames Lernen gesetzt.
- Es können alle Schulabschlüsse nach der Sekundarstufe I gemacht werden. Aus diesem Grund unterrichten auch Lehrer aus Grund-, Haupt- und Realschulen sowie Gymnasien.
- Die Gemeinschaftsschule funktioniert ab 200 Schülern, sodass Gemeinden als Wohnorte für Familien interessant bleiben (Entfernung zur nächsten Schule).
- Das Übertrittsverfahren in der 4. Klasse entfällt.

Bildungswege bleiben länger offen, das heißt gleichzeitig weniger Druck und mehr Chancen für die Schüler. Die unterschiedlichen Lernstärken werden durch eine individuelle Förderung berücksichtigt. In der Gemeinschaftsschule könnten sowohl der qualifizierende Hauptschulabschluss wie auch der Realschulabschluss erworben werden. Bei entsprechenden Fähigkeiten können die Schüler auch in die Oberstufe eines Gymnasiums wechseln oder eine Berufliche Oberschule besuchen. Der Gesetzentwurf sah vor, dass sich diese Schulform an den Bildungsstandards und Lehrplänen orientiert und als gleichberechtigte Schulart neben den vorhandenen eingeführt werden soll.
Einzelne Initiativen verfolgten das Ziel weiter.

### Berlin
In Berlin ist die Gemeinschaftsschule 2018 als eigenständiger Schultyp neben der Integrierten Sekundarschule eingeführt worden. In ihr lernen alle Kinder von der Grundschule bis zum Ende der 10. Klasse gemeinsam. Es gibt weder Jahrgangsstufenwiederholungen noch ein Probe-Halbjahr noch äußere Fachleistungsdifferenzierung als Organisationsprinzip. 2021 bestanden 25 öffentliche und eine private Gemeinschaftsschule. Eine Fortsetzung bis zum Abitur ist oft möglich. Die KMK-Regelung von 1982 zur Festlegung von äußerer Differenzierung in Gesamtschulen wird nicht mehr übernommen.
Ende 2006 hatte sich die Landesregierung aus SPD und Die Linke darauf verständigt, mittels einer Pilotphase den Einstieg in die Gemeinschaftsschule voranzutreiben. Sie diente der Sammlung von Erfahrungswerten in der Praxis, wie und unter welchen Bedingungen individuelles Fördern und Fordern erfolgreich möglich ist. In einem ersten Verfahren meldeten sich insgesamt 65 Berliner Schulen. Nach dem verbindlichen Bewerbungsverfahren starteten in einer ersten Welle 15 Schulen in 11 Schulverbünden zum Schuljahr 2008/2009 ihre Arbeit als Gemeinschaftsschule. 2018 wurde die Pilotphase erfolgreich abgeschlossen.

### Nordrhein-Westfalen
In Nordrhein-Westfalen wurde mit dem Schulkonsens zwischen rot-grüner Minderheitsregierung und CDU-Opposition im Juli 2011 auf die schulgesetzliche Einführung der Gemeinschaftsschule in der geplanten Form und unter diesem Namen verzichtet. Nach dem Koalitionsvertrag der rot-grünen Minderheitsregierung vom 5. Juli 2010 sollte die Gemeinschaftsschule als neue Schulform längeres gemeinsames Lernen ermöglichen. Sie sollte eine Ganztagsschule sein, die gymnasiale Standards mit einschließt, alle Schüler sollten in den Klassen 5 und 6 gemeinsam unterrichtet werden. Stattdessen einigten die Parteien sich auf das abgeschwächte Konzept der Sekundarschule, die durch das 6. Schulrechtsänderungsgesetz im Oktober 2011 als neue Schulform beschlossen wurde.
Die CDU war gegen die Einführung von Gemeinschaftsschulen und kündigte unter Hinweis auf die Entscheidung des VerfGH NRW vom 23. Dezember 1983 (VerfGH NRW 22/82) verfassungsrechtliche Schritte an. Nach dieser Entscheidung enthält die Verfassung für das Land Nordrhein-Westfalen in Art. 8 Abs. 2 in Verbindung mit Art. 12 eine institutionelle Garantie der Hauptschule als eigenständigem Bildungsgang. In Artikel 12 der Landesverfassung wird bereits seit ihrem Inkrafttreten 1950 in Artikel 12 zwischen Gemeinschaftsschulen, Bekenntnisschulen und Weltanschauungsschulen unterschieden. Der Begriff Gemeinschaftsschulen hat dabei die Bedeutung einer Simultanschule, die Beschreibung lautete ursprünglich: „In Gemeinschaftsschulen werden die Kinder verschiedener Religionszugehörigkeit auf der Grundlage christlicher Bildungs- und Kulturwerte erzogen und unterrichtet.“ Heute lautet der Text in Artikel 12 Absatz 3: „In Gemeinschaftsschulen werden Kinder auf der Grundlage christlicher Bildungs- und Kulturwerte in Offenheit für die christlichen Bekenntnisse und für andere religiöse und weltanschauliche Überzeugungen gemeinsam unterrichtet und erzogen.“. Entsprechend ist die Bedeutung von Gemeinschaftsgrundschulen bzw. Gemeinschaftshauptschulen festgelegt.

### Saarland
Im Saarland besteht im Zwei-Säulen-Modell neben dem Gymnasium als zweite Schulform die Gemeinschaftsschule. Sie wurde im Schuljahr 2012/2013 in Klassenstufe 5 eingeführt und bietet Haupt- und Realschulabschluss sowie die Fachhochschulreife und Hochschulreife an. Sie verfügt dafür über eine eigene gymnasiale Oberstufe am Standort oder kooperiert mit anderen Gemeinschaftsschulen mit gymnasialer Oberstufe. Die Schüler werden nach den Anforderungsebenen der Haupt- und der Realschule wie auch des Gymnasiums durch Binnendifferenzierung und später auch durch äußere Fachleistungsdifferenzierung unterrichtet.

### Sachsen
Sachsen hat die Gemeinschaftsschule zum 1. August 2021 nach dem Auslaufen der Schulversuche 2011 wieder als eine mögliche Schulform eingeführt. Mit ihrer Klassenstufe 1 knüpft sie an die vorschulischen Erfahrungen der Kinder an. Die Klassenstufen 5 und 6 haben orientierende Funktion. Die Jahrgangsstufen 11 und 12 bilden die gymnasiale Oberstufe. (§ 2 Abs. 1 der Schulordnung Gemeinschaftsschulen)
Bereits 2006 begannen Schulversuche an neun Standorten in Sachsen, mit denen Formen der individuellen Förderung und des längeren gemeinsamen Lernens sowie schulformübergreifende Kooperationen erprobt wurden; demnach konnten Grundschulen, Oberschulen, Gymnasien oder Förderschulen zu einer Gemeinschaftsschule vereint werden.
Von Beginn an stand fest, dass es sich bei den Schulversuchen um ein zeitlich befristetes Projekt handelt. Kurz nach Amtsantritt im Herbst 2009 beschloss die neue schwarz-gelbe Staatsregierung, die Möglichkeit zur Gründung neuer Gemeinschaftsschulen ab dem Schuljahr 2010/11 auslaufen zu lassen. Im Dezember 2019 beschloss die aus CDU, Bündnis 90/Die Grünen und SPD gebildete Regierungskoalition in ihrem Koalitionsvertrag, einem Volksantrag mit 51.000 Unterschriften folgend, diese Schulform wieder in einigen Fällen zuzulassen. In der Folge wurde die Gemeinschaftsschule im sächsischen Schulrecht verankert. Für die Gemeinschaftsschule hat sich eine Initiative für einen Volksantrag gebildet.

### Sachsen-Anhalt
In Sachsen-Anhalt ist die Gemeinschaftsschule im Jahr 2012 im Rahmen eines neuen Schulgesetzes neben dem mehrgliedrigen Schulsystem eingeführt worden. Initiiert hat es eine Koalition von CDU und SPD. Ab Schuljahr 2013/2014 nahmen sieben öffentliche Schulen und sechs in freier Trägerschaft ihre Arbeit als Gemeinschaftsschule auf. Im Schuljahr 2014/15 waren es neun weitere Schulen, die auf Eigeninitiative die Gründung von Gemeinschaftsschulen in Sachsen-Anhalt realisierten. Impulse gaben die sinkende Schüleranzahl und der Wunsch, dass dennoch alle Schulabschlüsse erreichbar bleiben. Bis zur siebten Klasse bleiben Schüler hier in einer Klasse zusammen – aber erst ab Klasse 9 wird abschlussspezifischer Unterricht gegeben. Zwischen Klasse 7 und 9 wird auf das einzelne Individuum je nach Lernniveau eingegangen – ohne dass die Schüler getrennt werden.

### Schleswig-Holstein
Im Schuljahr 2020/21 besuchten rund 95.100 Schülerinnen und Schüler die 181 Gemeinschaftsschulen in Schleswig-Holstein (davon 44 mit Oberstufe). Die Schüler lernen bis zur 10. Klasse gemeinsam. Sie bieten die Abschlüsse von Haupt- und Realschule sowie den Übergang zur gymnasialen Oberstufe an, die sie auch selbst einrichten können. Die Schüler werden nach den Anforderungsebenen der Haupt- und der Realschule wie auch des Gymnasiums durch innere Differenzierung unterrichtet.
Bis 2010 wurden in Schleswig-Holstein alle Integrierten Gesamtschulen zu Gemeinschaftsschulen umgewandelt. Diese können aber auch aus anderen Schularten hervorgehen, wenn die Schulträger dies wollen.
Folgende Strukturmerkmale und Rahmenbedingungen prägen eine Gemeinschaftsschule in Schleswig-Holstein:
- gemeinsamer Unterricht in den Klassen 5 und 6
- unterschiedliche Formen und Angebote der Differenzierung und längeres gemeinsames Lernen ab Klasse 7
- in der Übergangsphase: enges Kooperationsverhältnis der „traditionellen“ Bildungsgänge und ein großer schulartenübergreifender Teil des Unterrichts
- die abschlussbezogenen Ausprägungen entsprechend den Vorgaben der Kultusministerkonferenz sind gewährleistet
- gleiche Leistungsanforderungen wie an den Schulen des gegliederten Schulwesens
- zentrale Abschlussprüfungen
- Unterricht durch Lehrkräfte aller Schularten
- durchschnittliche Jahrgangsgröße mindestens 50 Schüler
- Gemeinschaftsschulen sind grundsätzlich offene Ganztagsschulen

Die gymnasiale Oberstufe in einer Gemeinschaftsschule umfasst drei Schuljahre, so dass an einer Gemeinschaftsschule Schüler ihr Abitur nach 13 Schuljahren ablegen. An welchen Gemeinschaftsschulen gymnasiale Oberstufen eingerichtet werden, entscheidet sich nach der Schülerzahl der jeweiligen Schule.
Am 1. August 2007 starteten in Schleswig-Holstein die ersten 7 Gemeinschaftsschulen in Flensburg, Handewitt, Schafflund, Fehmarn, Kellinghusen, Itzstedt und Halstenbek mit insgesamt 714 Schülern im neuen 5. Jahrgang. Auf Fehmarn gibt es eine gymnasiale Oberstufe, in Schafflund, Itzstedt organisatorische Verbindungen mit Grundschulteilen, in Handewitt mit Grundschulteil und Förderzentrum.
Für das Schuljahr 2008/2009 genehmigte das Ministerium für Bildung und Frauen 49 weitere Gemeinschaftsschulen.

### Thüringen
In Thüringen (2020) bestanden 52 öffentliche und 18 private Gemeinschaftsschulen. Sie umfasst in der Regel von Klasse 1 bis 12. CDU und SPD einigten sich bei ihren Koalitionsverhandlungen 2009 auf Druck der SPD auf die Einführung der Gemeinschaftsschule. Nachdem zum Schuljahr 2009/2010 erste Schulen an einer Pilotphase teilgenommen hatten, startete die Gemeinschaftsschule offiziell zum Schuljahr 2010/2011. An der Gemeinschaftsschule sollen alle Kinder bis zur 8. Klasse gemeinsam lernen. Erst dann erfolgt das so genannte abschlussbezogene Lernen.
Laut einer Studie der SPD-nahen Friedrich-Ebert-Stiftung haben sich rund 90 Prozent der Thüringer für das längere gemeinsame Lernen ausgesprochen. Die Gemeinschaftsschule war das zentrale Projekt des ehemaligen Kultusministers und SPD-Landeschefs Christoph Matschie. Auch Kultusminister Helmut Holter (Linke) unterstützte 2019 diese Schulform.